# سيكواي
جزيرة سيكواي تقع على الجانب الغربي من جزيرة سومطرة. قرب مدينة بادانغ ، مركز مقاطعة سومطرة الغربية في إندونيسيا .
تقع الجزيرة على بعد نصف ميل بحرياً من المدينة ويمكن الوصول إليها باستخدام وسائل النقل البحرية مثل السفن، عن طريق ميناء موارا حيث تأخذ الرحلة حوالي 45 دقيقة .

## الجغرافية
تبلغ مساحة الجزيرة حوالي 44.4 هكتار . طبيعة الجزيرة على مدار السنة هي جزيرة استوائية مع الشواطئ الرملية البيضاء والتي لا تزال الجزيرة تحتوي على الغابات الطبيعية الاستوائية.

## السياحة
سهلت الحكومة المحلية بالتعاون مع القطاع الخاص استغلال الجزيرة كوجهة سياحية، حيث تحتوي جزيرة على منتجع وفندق ذو نجمتين. وقد استخدمت حوالي 2.4 هكتار من الجزيرة كمنطقة منتجع والباقي لا يزال كغابات وشاطئ. فندق ومنتجع في جزيرة يحتوي على 54 وحدة سكنية ومطعم وقاعات للاجتماعات، وبركة سباحة، لكن أسعار تأجير مكلفة جدا، ويمكن للزوار الاستمتاع بالشواطئ الجميلة حول الجزيرة أو استكشاف الغابات الطبيعية وتسلق الصخور أو السياحة البحرية .